# Цвіточне (Біляєвський район)
Цвіто́чне (рос. Цветочное) — село у складі Біляєвського району Оренбурзької області, Росія.

## Населення
Населення — 294 особи (2010; 408 у 2002).
Національний склад (станом на 2002 рік):
- казахи — 58 %
- росіяни — 26 %